# Kotagede
Kotagede ist ein Distrikt (Kecamatan) innerhalb der Stadt (Kota) Yogyakarta, die Hauptstadt der gleichnamigen Sonderregion im Süden der Insel Java ist. Der Kecamatan ist der südöstlichste von Yogyakarta und wird im Norden, Osten und Süden vom Kecamatan Banguntapan (Kab. Bantul) begrenzt. Die einzige interne Grenze besteht im Westen zum Kecamatan Umbulharjo. Ende 2021 hatte der Distrikt (nach Umbulharjo) die niedrigste Bevölkerungsdichte und zählte 34.708 Einwohner auf 3,07 km² Fläche.

## Verwaltungsgliederung
Der Kecamatan (auch Kemantren genannt) gliedert sich in fünf städtische Kelurahan:
| PUM-Code 1    | Kelurahan     | Fläche (km²) | Bevölkerung zur Volkszählung 2 | Bevölkerung zur Volkszählung 2 | Bevölkerung zur Volkszählung 2 | Bevölkerung zur Volkszählung 2 | Bevölkerung zur Volkszählung 2 | Bevölkerung zur Volkszählung 2 | RW/ RT 4 |
| PUM-Code 1    | Kelurahan     | Fläche (km²) | 002000                         | 002010                         | Männer                         | Frauen                         | 2020                           | Dichte 3                       | RW/ RT 4 |
| ------------- | ------------- | ------------ | ------------------------------ | ------------------------------ | ------------------------------ | ------------------------------ | ------------------------------ | ------------------------------ | -------- |
| 34.71.14.1001 | Rejowinangun  | 1,25         | 9.977                          | 11.485                         | 5.987                          | 6.063                          | 12.050                         | 9.640,0                        | 13/50    |
| 34.71.14.1002 | Prenggan      | 0,99         | 9.805                          | 10.694                         | 5.296                          | 5.538                          | 10.834                         | 10.943,4                       | 13/57    |
| 34.71.14.1003 | Purbayan      | 0,83         | 8.118                          | 8.973                          | 5.117                          | 5.279                          | 10.396                         | 12.525,3                       | 14/58    |
| 34.71.14      | Kec. Kotagede | 3,07         | 27.900                         | 31.152                         | 16.400                         | 16.880                         | 33.280                         | 10.840,4                       | 40/165   |

## Demographie
Grobeinteilung der Bevölkerung nach Altersgruppen (zum Zensus 2020)
| Altersgruppen | 00Männer | 00Frauen | zusammen |
| ------------- | -------- | -------- | -------- |
| 0–14          | 3.609    | 3.514    | 7.123    |
| 15–64         | 11.593   | 11.925   | 23.518   |
| 65+           | 1.198    | 1.441    | 2.639    |
| gesamt        | 16.400   | 16.880   | 33.280   |
| anteilig (%)  |          |          |          |
| 0–14          | 22,01    | 20,82    | 21,40    |
| 15–64         | 70,69    | 70,65    | 70,67    |
| 65+           | 7,30     | 8,54     | 7,93     |

### Bevölkerungsentwicklung
In den Ergebnissen der sieben Volkszählungen seit 1961 ist folgende Entwicklung ersichtlich:
| Einheit/Jahr     | 1961         | 1971         | 1980         | 1990         | 2000         | 2010         | 2020         |
| ---------------- | ------------ | ------------ | ------------ | ------------ | ------------ | ------------ | ------------ |
| Kec. Kotagede    | 11.922       | 12.788       | 16.775       | 23.297       | 27.900       | 31.152       | 33.280       |
| Anteil in %      | 0,53         | 0,51         | 0,61         | 0,80         | 0,89         | 0,90         | 0,91         |
| Kota Yogyakarta  | 306.296      | 340.491      | 398.089      | 412.059      | 396.711      | 388.627      | 373.589      |
| Sonderregion DIY | 00 2.231.062 | 00 2.487.177 | 00 2.750.025 | 00 2.912.611 | 00 3.120.478 | 00 3.457.491 | 00 3.66.8719 |